# São-Paulo-Tempel

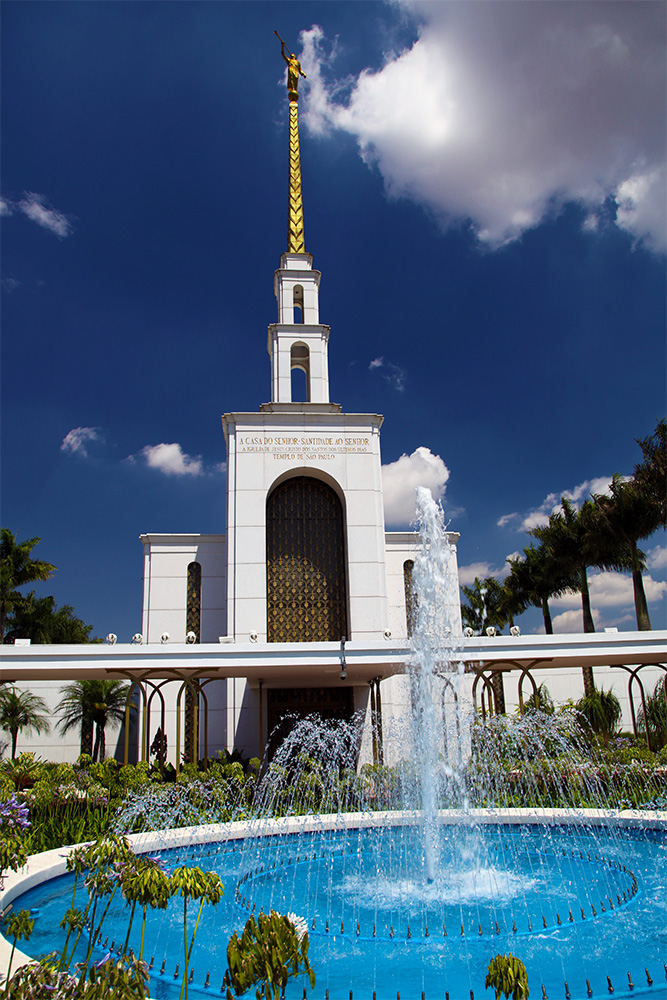
Der São-Paulo-Tempel

Der São-Paulo-Tempel (offiziell São-Paulo-Brasilien-Tempel) ist der neunzehnte erbaute und der siebzehnte aktive Tempel der Kirche Jesu Christi der Heiligen der Letzten Tage. Er steht in der brasilianischen Metropole São Paulo und war der erste Tempel dieser Kirche in Südamerika sowie der erste einstöckige Flachbau mit nur einem Turm. Die Turmspitze ist 31 Meter hoch.
Der Bau des São-Paulo-Tempels wurde am 1. März 1975 angekündigt. Zwölf Monate darauf begann man mit der Arbeit. Hunderte ortsansässige Mormonen kamen zusammen, um die Baustelle vorzubereiten, indem Unterholz, Gestrüpp und Bananenbäume beseitigt wurden. Wiederum Hunderte produzierten freiwillig fünfzigtausend Blöcke aus Quarzsteinen, Marmorplatten und weißem Beton für die Fassade des Tempels. Er wurde am 30. Oktober 1978 von Spencer W. Kimball geweiht. Der Tempel hat zwei Ordinanzräume, 4 Siegelungsräume und eine Nutzfläche von 5.504 m².
Am 21. August 2003 wurde während einer weitgehenden Renovierung und Erweiterung eine goldüberzogene Statue des Engels Moroni angebracht. Gordon B. Hinckley weihte den Tempel am 22. Februar 2004 erneut.